# 719
Раннє Середньовіччя. Триває чума Юстиніана. У Східній Римській імперії продовжується правління Лева III. Більшу частину території Італії займає Лангобардське королівство, деякі області належать Візантії. У Франкському королівстві формально править династія Меровінгів при фактичній владі в руках мажордомів. В Англії триває період гептархії. Авари та слов'яни утвердилися на Балканах. Центр Аварського каганату лежить у Паннонії. Існують слов'янські держави: Карантанія та Перше Болгарське царство.
Омеядський халіфат займає Аравійський півострів, Сирію, Палестину, Персію, Єгипет, Північну Африку та Піренейський півострів. У Китаї править династія Тан. Індія роздроблена. В Японії почався період Нара. Хазарський каганат підпорядкував собі кочові народи на великій степовій території між Азовським морем та Аралом. Відновився Тюркський каганат.
На території лісостепової України в VIII столітті виділяють пеньківську й корчацьку археологічні культури. У VIII столітті продовжилося швидке розселення слов'ян. У Північному Причорномор'ї співіснують різні кочові племена, зокрема булгари, хозари, алани, авари, тюрки, кримські готи.

## Події
- Карл Мартел завдав поразки об'єднаним силам Нейстрії та Аквітанії.
- Мартел переміг фризів на чолі з Радбодом і приєднав фризькі землі до Франкського королівства.
- Маври взяли Нарбонн і захопили Септиманію. Виникла загроза для Аквітанії.
- В Єгипті внаслідок масового прийняття населенням ісламу, зменшилася кількість платників податків. Валі Єгипту звернувся до халіфа з проханням накласти податок на мусульман, але йому було відмовлено.
- Папа Григорій уповноважив святого Боніфатія євангелізувати германців у Гессені та Тюрингії.
- Нубійські християни перейши до Коптської церкви.